# Lutricia McNeal
Lutricia McNeal, född 27 november 1973 i Oklahoma City, Oklahoma, är en amerikansk R&B- och popsångerska som mestadels haft framgångar i Europa och delvis arbetat utifrån Sverige. Hon debuterade på samlingsskivan Safe Sex 1990, då hon tillfälligt befann sig i Sverige. Efter att hon medverkade på den efterföljande turnén stannade hon i Sverige och upptäcktes snart av gruppen Rob'n'Raz DLC och blev deras sångerska. Från 1996 är hon verksam som soloartist och har nått stor framgång i Tyskland.
Hennes största hit är "Ain't That Just the Way" från 1996, som nådde femte plats på listorna i Storbritannien och Tyskland samt förstaplatsen i Sverige. Skivan har sålt 2 miljoner exemplar.
Andra försäljningsframgångar är "Stranded" (Storbritannien: #3, Sverige: #6), "Someone Loves You Honey" (Storbritannien: #9), "It's Not Easy" (Sverige: #3) och "Best Of Times" (Sverige: #10).

## Biografi
Lutricia McNeal är född och uppvuxen i Oklahoma City, Oklahoma. Hon kommer från en stor familj; Lutricia är nummer sju i en skara av nio barn. Hennes pappa är präst och hon brukade sjunga regelbundet i den lokala kyrkokören. Hennes karriär tog fart när hon slog sig ihop med de svenska producenterna och artisterna Rob'n'Raz. Tillsammans nådde de stora framgångar med "Clubhopping" (Sverige: #13), "Bite the Beat" (Sverige: #14) och "In Command" (Sverige: #1).
Några år senare inledde hon sin solokarriär med singeln "Ain't That Just The Way", som gjorde henne känd över hela världen. Låten räknas fortfarande som en av de mest framträdande danshitsen från 1990-talet. Singeln nådde topp 10 i samtliga europeiska länder och gick även in på den asiatiska marknaden. Låten nådde förstaplatsen på amerikanska Billboard Dance Charts. Singeln sålde guld och platina i flera länder. 
Ytterligare ett par hits följde från debutalbumet "My Side Of Town", bland annat "Stranded" och "Someone Loves You Honey". McNeal har haft återkommande framgångar i Sverige, Skandinavien, Tyskland, Österrike och Japan. Hennes singel "My Side Of Town" sålde platina och var nummer ett på listan i Nya Zeeland. Hon har haft tre Topp 10 hits i Storbritannien. 
Hennes andra album släpptes 1999 med titeln "Whatcha Been Doing" och därefter tog hon en kortare paus från musikbranschen för att föda sin andra son. Hennes senaste framgången var singel "It's Not Easy" (i september 2005), som nådde tredje plats på den svenska singellistan samt "Best Of Times" (februari 2006), som nådde nummer 6 på samma lista.
Hon är mamma till två barn, Dean (född 1990) och Dallas (född 2000). Hon bor med sin man och manager i Texas, USA men tillbringar mycket tid i Europa. I oktober 2004 medverkade hon i den tyska upplagan av tidningen Playboy. 
Lutricia McNeal har i intervjuer uttryckt sitt ogillande för den förre amerikanske presidenten George W. Bush och hans politik (särskilt när det gäller Irakkriget). Hon är även engagerad i frågor om kvinnors rättigheter.

## Diskografi

### Album
| Album                                                           | År   |
| --------------------------------------------------------------- | ---- |
| Clubhopping-The Album (med Rob'n'Raz DLC)                       | 1992 |
| Spectrum (med Rob'n'Raz DLC)                                    | 1993 |
| Clubhopping-The Album/International Edition (med Rob'n'Raz DLC) | 1993 |
| My Side Of Town                                                 | 1997 |
| My Side Of Town-US Edition                                      | 1998 |
| 365 Days                                                        | 1999 |
| Metroplex                                                       | 2002 |
| Soulsister Ambassador-European Edition                          | 2004 |
| Rise (Japansk version av Soulsister Ambassador)                 | 2005 |
| Greatest Hits                                                   | 2005 |
| Soulsister Ambassador-Scandinavian Edition                      | 2006 |

### Singlar
| Singel                                      | År   |
| ------------------------------------------- | ---- |
| Clubhopping (med Rob'n'Raz DLC)             | 1992 |
| Bite The Beat/6 Minutes (med Rob'n'Raz DLC) | 1992 |
| Higher (med Rob'n'Raz DLC)                  | 1992 |
| Love You Like I Do (med Rob'n'Raz DLC)      | 1992 |
| Big City Life (med Rob'n'Raz DLC)           | 1992 |
| Dancing Queen (med Rob'n'Raz DLC)           | 1992 |
| In Command (med Rob'n'Raz DLC)              | 1993 |
| Power House/Remix (med Rob'n'Raz DLC)       | 1994 |
| Ain't That Just The Way                     | 1996 |
| Ain't That Just The Way-The Remixes         | 1996 |
| My Side Of Town                             | 1997 |
| Washington                                  | 1997 |
| Street Life/Swingfly feat Lutricia McNeal   | 1997 |
| Stranded                                    | 1998 |
| Someone Loves You Honey                     | 1998 |
| The Greatest Love You'll Never Know/Remix   | 1998 |
| 365 Days                                    | 1999 |
| Fly Away/Remix                              | 2000 |
| Sodapop                                     | 2000 |
| Perfect Love                                | 2002 |
| You Showed Me/feat. Ken                     | 2002 |
| Power Of Music                              | 2002 |
| Right Or Wrong                              | 2003 |
| Promise Me                                  | 2004 |
| Rise (endast utgiven i Japan)               | 2005 |
| What About It                               | 2005 |
| It's Not Easy                               | 2005 |
| Best Of Times                               | 2006 |